# Salça

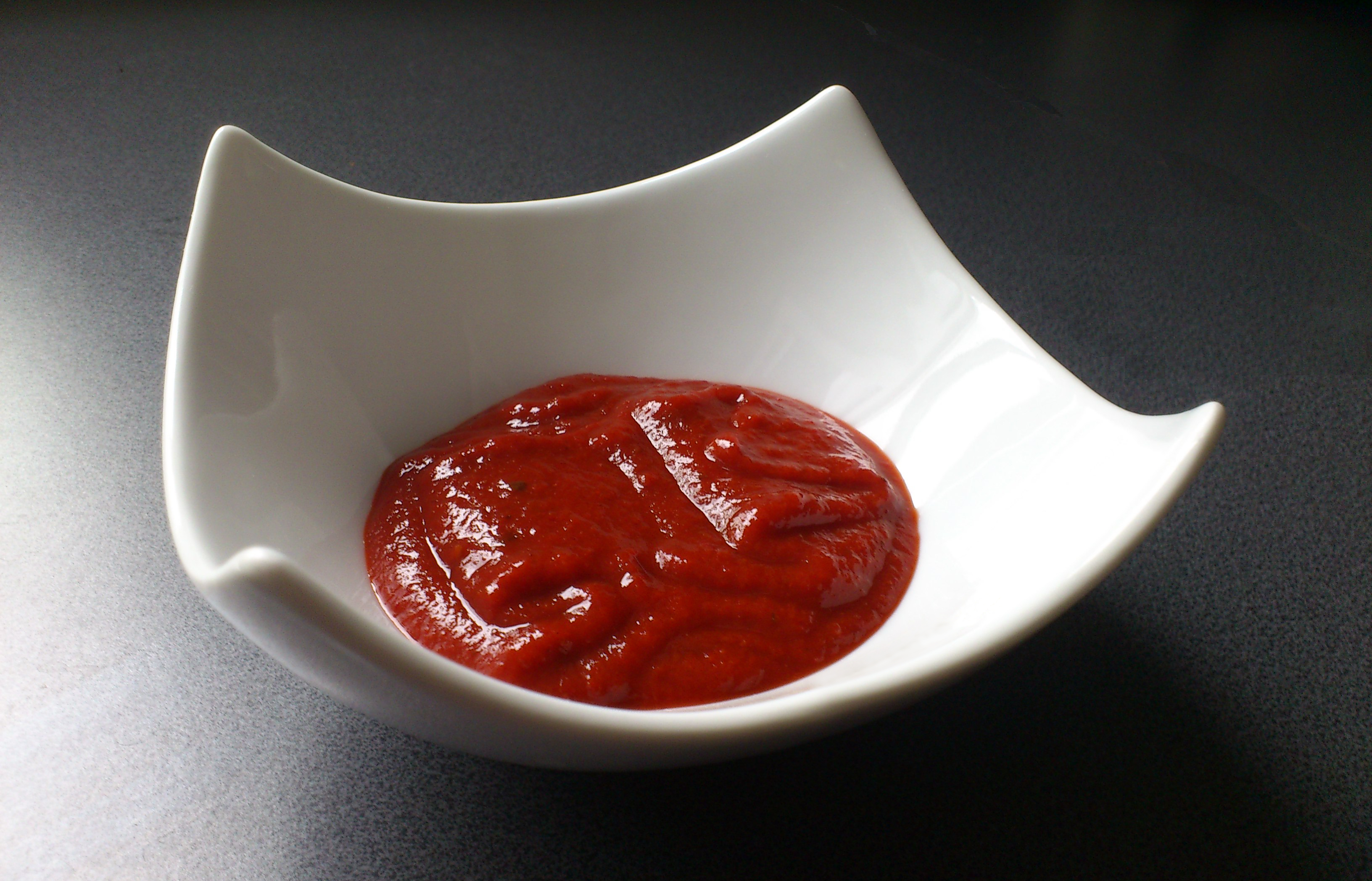
Biber salçası

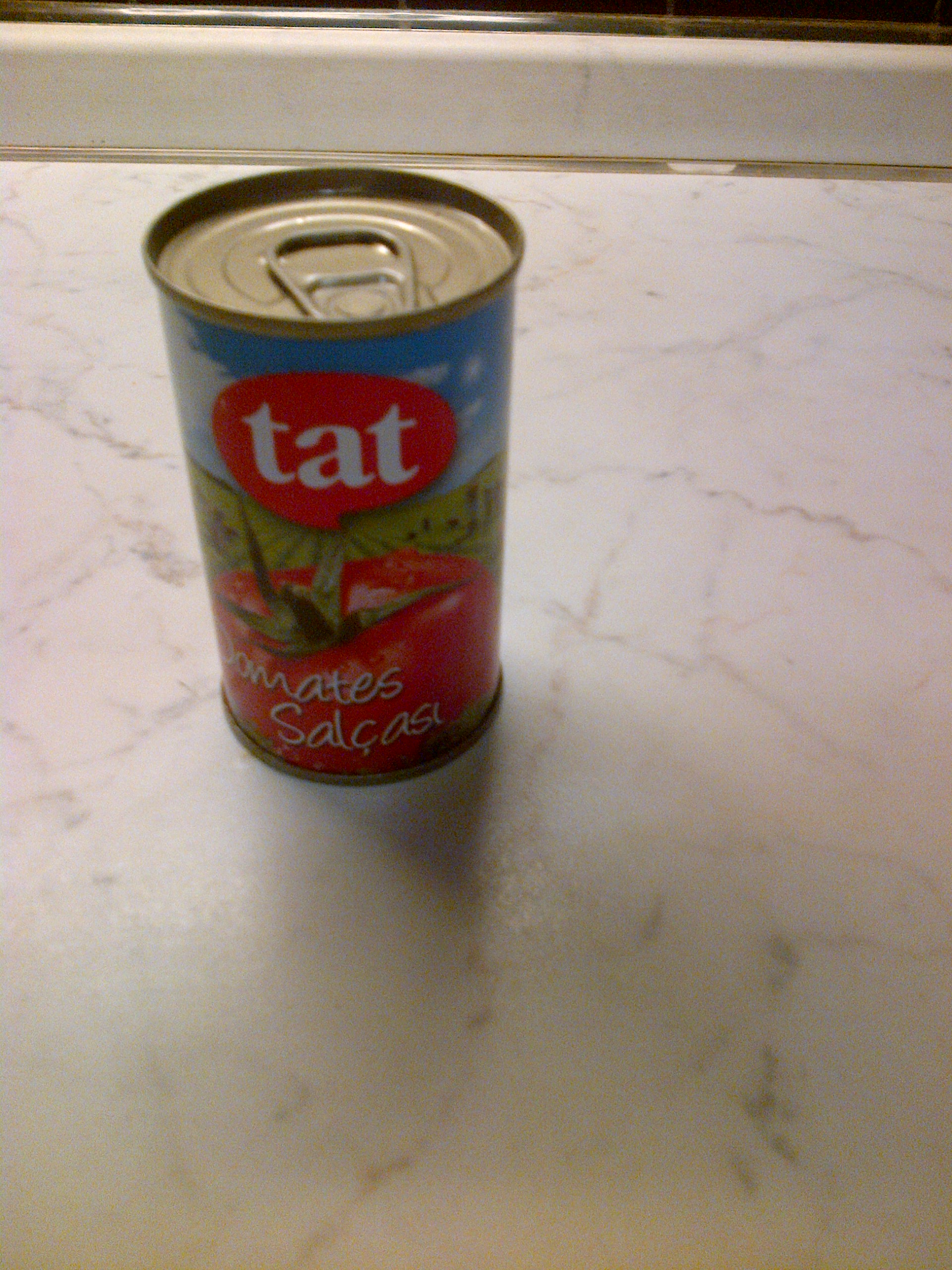
Salça turca en llauna.

Salça o Domates salçası és tomàquet en pasta, o més aviat concentrat de tomàquet en la cuina i llengua turques i té una vasta àrea d'ús en la gastronomia de Turquia.
Cal destacar que Turquia és el tercer productor de tomàquets al món i es troba entre els principals països exportadors de concentrat.

## Consum i varietats

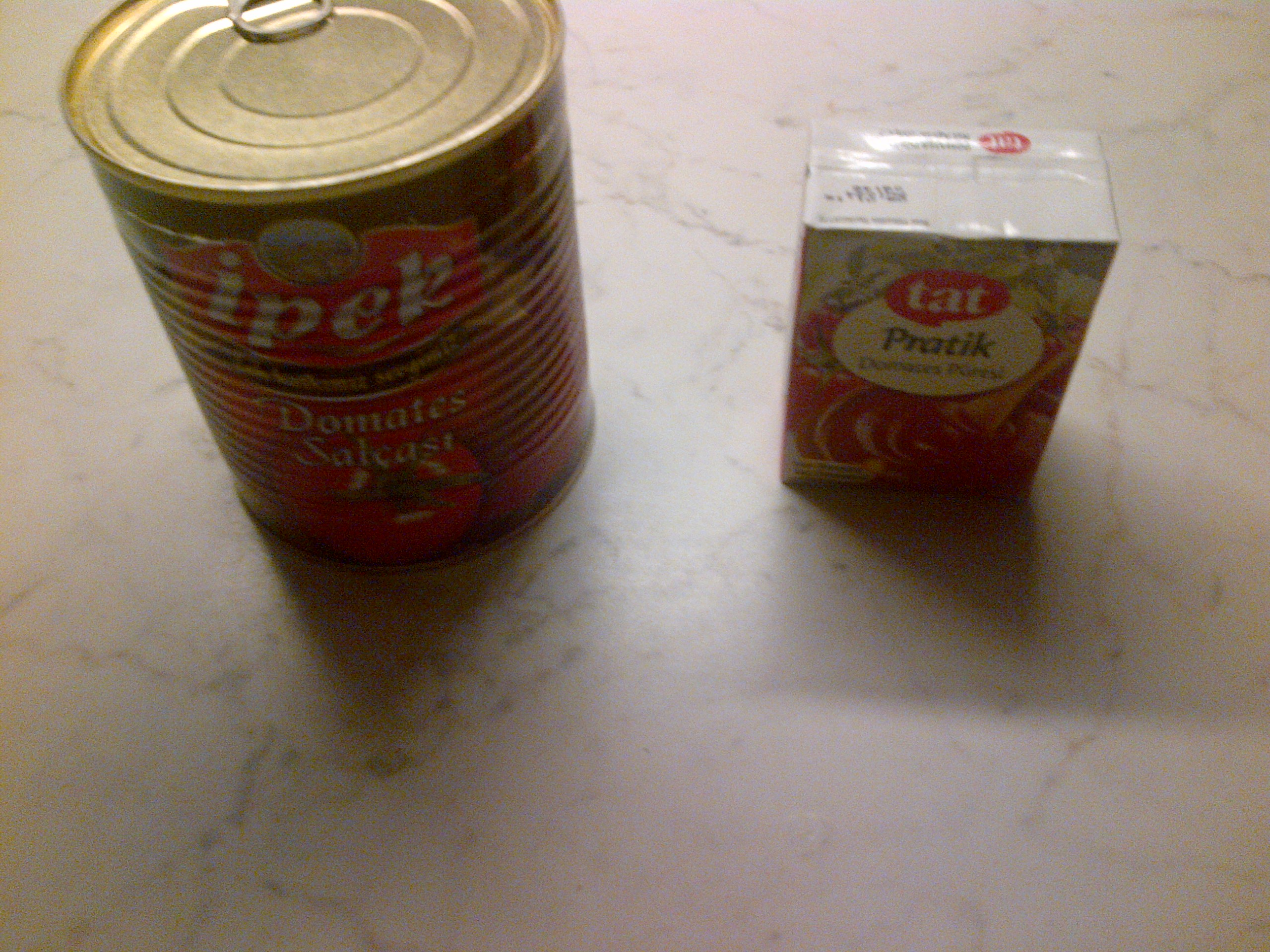
Salça i domates püresi (puré de tomàquet).

La salça turca és diferent del puré de tomàquet, és molt concentrada i sempre salada. A la cuina turca la salça es fa servir en gairebé tots els plats calents i per a fer "domates sos" (salsa de tomàquet) a l'hivern, ja que a l'estiu generalment hom prefereix els tomàquets per a fer aquesta salsa. Com que la salça és salada, moltes vegades no cal afegir sal, o bé se n'afegeix molt poca durant l'elaboració de les menges que en porten.
Quan es fa amb pebrots vermells la salça s'anomena biber salçası i és d'ús molt comú a la cuina de les regions al sud de Turquia. Generalment es fa amb pebrots sense picant però també existeix la versió picant.